# Terrazzo (Venetien)
Terrazzo ist eine Gemeinde mit 2178 Einwohnern (Stand 31. Dezember 2023) in der italienischen Provinz Verona, Region Venetien.

## Geografie
Das Gemeindegebiet umfasst 20,53 km². Der Ortsheilige ist San Paolo. Die Nachbargemeinden sind Badia Polesine (RO), Bevilacqua, Boschi Sant’Anna, Castagnaro, Castelbaldo (PD), Legnago, Merlara (PD), Urbana (PD) und Villa Bartolomea.
Der Ort liegt an der Etsch, etwa 49 Kilometer südlich von Verona an der Grenze zur Provinz Padua.

## Geschichte
Die Region war bereits um 1400 bis 1200 vor Christus, gegen Ende der Bronzezeit, besiedelt. Die ältesten Funde werden auf 1600 vor Christus datiert.
In der Römerzeit lag der Ort an der Emilia Altinate, einer 175 vor Christus erbauten Straße, die von Bologna nach Aquileia führte.

## Wirtschaft
Der Ort ist landwirtschaftlich geprägt, ein Haupterzeugnis ist Honig.

## Söhne und Töchter der Stadt
- Massimo Bubola (* 1954), Cantautore und Musikproduzent